# The Pinnacle
The Pinnacle (formellt döpt till Bishopsgate Tower) är en skyskrapa under konstruktion i London, Storbritannien. Bygget påbörjades 2008 och med en planerad höjd på 288 meter (63 våningar) skulle skyskrapan bli Storbritanniens och EU:s näst högsta byggnad efter The Shard. På grund av ekonomiska problem avstannade dock bygget i mars 2012, när man bara byggt sju våningar. I november 2014 meddelades det att ett franskt investmentbolag, Axa, var i förhandlingar om att köpa projektet och driva det vidare.